# 悲惨な戦争
「悲惨な戦争」（ひさんなせんそう、Cruel War）は、アメリカ合衆国のトラディショナル・フォークソングの楽曲。英語の曲名は、定冠詞を付けて「The Cruel War」としたり、歌い出しの歌詞を続けて「The Cruel War Is Raging」とする例もある。この曲の起源については諸説があり、南北戦争のころには既に歌われていたとされ、さらにはアメリカ独立戦争に遡るとする説もあり、イングランドに起源があるとも説明されている。
歌詞は、戦地に兵士として送られることとなった男性ジョニーに、恋人の女性が、自分も一緒に行くと訴えるものである。強い反戦、ないし、平和支持のメッセージが前面に出ている曲ではないともされているが、ベトナム戦争の反戦感情が広がっていた時期に反戦歌として支持された。

## PPMのバージョン
ピーター・ポール&マリー (PPM) のピーター・ヤローは、伝統的な形をもとに、3声のハーモニーが活きるように歌詞と旋律を整えた上で、自らを作者としてクレジットしてこの曲を録音し、PPMの1962年のデビュー・アルバム『Peter, Paul and Mary』に収録した。さらに、翌1963年には、シングル「ステューボール」のB面に、この曲を収めた。 
その後、ノエル・ポール・ストゥーキーの名をクレジットに追加して、1966年4月に再録音し、シングルとして出された新たなバージョンは、Billboard Hot 100 で52位まで上昇した。 このバージョンは、日本では、1966年に東芝音楽工業からリリースされた、「鐘の音に導かれて (Mon Vrai Destin)」をB面に収めたシングルや、「ちっちゃなスズメ (Tiny Sparrow)」、「虹と共に消えた恋 (Gone The Rainbow)」、「ハッシャ・バイ (Hush-A-bye)」との4曲入りEP（33回転1/3）によって普及した。
「悲惨な戦争」は、PPMにとって、代表的なヒット曲のひとつとされる。